# Giuseppe Franchino
Giuseppe Franchino (Livorno Ferraris, 6 dicembre 1910 – Vercelli, 29 dicembre 1991) è stato un politico italiano.

## Biografia
Nato a Livorno Ferraris, ma originario di Prarolo, esercitò la professione di avvocato civilista e penalista a Vercelli. Militò politicamente nelle file della Democrazia Cristiana, partito per il quale venne eletto al consiglio comunale nel 1953, ricoprendo la carica di assessore alle finanze nella giunta presieduta da Giorgio Berzero.
Nel 1958 venne eletto sindaco di Vercelli. Si dimise tre anni dopo, fermamente contrario all'accordo della DC con il Partito Socialista Italiano, lasciando il partito e iscrivendosi a quello liberale.
Morì a Vercelli il 29 dicembre 1991.